# Камалова, Зуля
Зуля Камалова, настоящее имя Зульфия Назиповна Камалова (тат. Зөлфия Нәҗип кызы Камалова; 8 августа 1969, Сарапул — 18 сентября 2024) — австралийская певица. Лауреат ряда конкурсов музыки в стиле world music. «Певица года-2001» Австралии, лучший исполнитель в жанре world music 2002.

## Биография
Зуля Камалова родилась в городе Сарапул (Удмуртия). Она происходила из волго‑уральских татар. Увлеклась музыкой в девятилетнем возрасте. После окончания средней школы поступила в Пермский университет на факультет иностранных языков. В 1991 году по студенческому обмену уехала в Калифорнию (США), там вышла замуж за австралийца, вместе с ним переехала в Австралию и первоначально обосновалась в городе Хобарт на острове Тасмания.
Спустя несколько лет после приезда в Австралию записала свой первый альбом, в который вошли песни на русском, французском, цыганском, португальском, испанском, английском языках.
Её альбом, записанный в 2007 году (3 Nights) на татарском, русском и английском языках, был удостоен премии Австралийской ассоциации индустрии звукозаписи. Композиции из этого альбома продержались 16 недель в первой десятке европейских музыкальных чартов, что не удавалось никому в истории австралийской музыки.
Дочь Зифа (род. 2006).
Умерла 18 сентября 2024 года от рака в возрасте 55 лет.

## Дискография
- 1997: Journey of Voice
- 1999: Aloukie
- 2002: Elusive (переиздан в 2007)
- 2005: The Waltz of Emptiness (and Other Songs On Russian Themes)
- 2007: 3 Nights[3]
- 2010: Tales of Subliming
- 2014: Kosmostan
- 2015: On Love and Science
- 2019: Six Days Loving